# Back to Bedlam
A Back to Bedlam James Blunt első stúdióalbuma. A nevét a híres londoni Bethlem Royal Hospital pszichiátriai intézményéről (bolondokháza) kapta, amelyet közismert nevén "Bedlam"-nek hívnak.

## Az album dalai
1. High – 4:03 (James Blunt; Ricky Ross)
2. You're Beautiful – 3:33 (J. Blunt; Sacha Skarbek; Amanda Ghost)
3. Wisemen – 3:42 (J. Blunt; Jimmy Hogarth; S. Skarbek)
4. Goodbye My Lover – 4:18 (J. Blunt; S. Skarbek)
5. Tears and Rain – 4:04 (J. Blunt; Guy Chambers)
6. Out of My Mind – 3:33 (J. Blunt)
7. So Long, Jimmy – 4:24 (J. Blunt; J. Hogarth)
8. Billy – 3:37 (J. Blunt; S. Skarbek; A. Ghost)
9. Cry – 4:06 (J. Blunt; S. Skarbek)
10. No Bravery – 4:00 (J. Blunt; S. Skarbek)

## Közreműködő zenészek
Az albumon hallható hangszerek többségét James Blunt szólaltatta meg (játszott gitáron, zongorán, orgonán, xilofonon, illetve mellotronon), rajta kívül az alábbi vendégzenészek szerepeltek a felvételeken:
- Mike "Leroy" Tarantino – szólógitár, elektromos gitár, Mississippi-gitár
- Mr. Nau – wurlitzer, zongora, Hammond-orgona, sustain-gitár, vokál, tack-zongora
- Sasha Krivtsov – basszusgitár, vokál
- C. Paxon – dobok, vokál
- E. Gorfain and The Section – vonós hangszerek
- Jimmy Hogarth – akusztikus gitár, billentyűs hangszerek
- S. Skarbek – Mid 8 Rhodes
- A. Ghost – vokál
- "Gumby" Goodwin – elektromos gitár, vokál, slide-gitár
- M. Chait – sample guitar, elektromos gitár, gitár
- Guy Chambers – gitár-feedback
- Tom Rothrock – vokál, slide-gitár
- W. Vincent – basszusgitár
- Linda Perry – gitár
- P. Ill – basszusgitár
- B. McCloud – dobok

## Helyezések
| Ország         | Legmagasabb helyezés | Minősítés   | Értékesítési adatok |
| -------------- | -------------------- | ----------- | ------------------- |
| Ausztria       | #1 (2 hétig)         | platina     | 30 000+             |
| Ausztrália     | #1 (12 hétig)        | 8× platina  | 560 000+            |
| Belgium        |                      | platina     | 50 000+             |
| Dánia          | #1 (3 hétig)         | 2x platina  | 80 000+             |
| Finnország     | #10                  |             |                     |
| Franciaország  | #2 (7 hétig)         | gyémánt     | 1 000 000+          |
| Hollandia      | #2                   | platina     | 80 000+             |
| Írország       |                      | 14× platina | 210 000+            |
| Japán          |                      | platina     | 250 000+            |
| Kanada         |                      | 6× platina  | 600 000+            |
| Mexikó         |                      | arany       | 50 000+             |
| Nagy-Britannia |                      | 10× platina | 3 000 000+          |
| Németország    |                      | 3× platina  | 600 000+            |
| Norvégia       | #1 (5 hétig)         |             |                     |
| Portugália     | #2 (3 hétig)         | 2x platina  | 40 000+             |
| Spanyolország  |                      | arany       | 40 000+             |
| Svájc          | #1 (10 hétig)        | 3× platina  | 120 000+            |
| Svédország     | #1                   | 2× platina  | 120 000+            |
| Új-Zéland      | #1 (12 hétig)        | 7× platina  | 105 000+            |
| USA            |                      | 2× platina  | 2 200 000+          |